# Козельський Ян Домінікович
Козельський Ян Домінікович (нар. 10 вересня 1954, с. Ледянка Красилівського району — 31 травня 2018, смт. Стара Синява) — український журналіст, публіцист, літературознавець, етнограф, Член НСКУ.

## Біографія
Народився Ян Домінікович 10 вересня 1954 року в звичайній селянській родині в с. Ледянка Красилівського району.
Мати, Валентина Павлівна Козельська (до шлюбу Кобилянська), батько, Домінік Козельський, комбайнер місцевого колгоспу.
Ян Домінікович навчався в Ледянській восьмирічній школі, був старанним учнем, багато читав вже, в той час, його статті та вірші друкувала районна газета, був відзначений, як кращий відвідувач-читач бібліотеки. Повну середню освіту здобув у селі Малі Пузирки.
Проходив військову службу в Прикарпатському військовому окрузі. Після служби в армії вступив на факультет журналістики Львівського університету імені І. Франка. В період навчання опановує фах гіда-перекладача, проводить екскурсії містом Львів.
В 1980 році акредитований, як гід перекладач, на Олімпіаду в м. Москва.
Після закінчення університету Ян Домінікович працює у редакції районної газети в м. Ружин Житомирської області.
У 1988 році переїздить в Стару Синяву, де 30 років з невеликими перервами очолював районну газету «Колос».
Член Національної спілки журналістів України, член Всеукраїнської Асоціації дослідників голодоморів.
Депутат Старосинявської районної ради кількох скликань.
Член Асоціації польських журналістів в Україні (володів польською мовою). Член Меморіалу Хмельницького обласного осередку ім. В.Стуса.
31 травня 2018 року помер у Старій Синяві в віці 64 років.

## Нагороди
- Нагороджений Почесною грамотою Кабінету Міністрів України із врученням пам'ятного знаку (2004 р.);
- Почесними грамотами Національної спілки журналістів України (1995 р., 2004 р.);
- Почесною грамотою обласної ради (2002 р.);
- Почесною грамотою облдержадміністрації (2004 р.);
- Лауреат, дипломант (2004 р., 2005 р., 2006 р., 2013 р.) загальнонаціонального конкурсу «Українська мова — мова єднання»;
- Переможець 1997 року Міжнародного конкурсу журналістів «ЗМІ — для громадського суспільства», за результатами якого побував в Канаді, Нідерландах. Лауреат Всеукраїнського конкурсу «Соціальний журналіст»;
- (ІІ премія) у номінації «Інновації та іноземний досвід в системі соціального захисту населення України»;
- Переможець (ІІІ-я премія) конкурсу на створення брошури про голодомори в Україні.

## Творчість
- Ян Домінікович написав такі книги:
- Альманах дайджест «З козацької скрині» (1990);
- «Бальзак у Верхівні» (1992);
- «Під небом Пиляви» (2004);
- «Старосинявщина — козацький край» (2008);
- «Назарій Яремчук: Я любив вас усіх, та найбільше любив Україну» (2016).